# Harry Elfont
Harry Elfont est un réalisateur et scénariste américain, né le 5 avril 1968 à Philadelphie, en Pennsylvanie (États-Unis).

## Filmographie

### comme scénariste
- 1996 : Les Nouvelles Aventures de la famille Brady (A Very Brady Sequel) d'Arlene Sanford
- 1998 : Big Party (Can't Hardly Wait) réalisé avec Deborah Kaplan
- 2000 : Les Pierrafeu à Rock Vegas (The Flintstones in Viva Rock Vegas) de Brian Levant
- 2001 : Josie et les Pussycats (Josie and the Pussycats) réalisé avec Deborah Kaplan
- 2004 : Famille à louer (Surviving Christmas) de Mike Mitchell
- 2008 : Le Témoin amoureux (Made of Honor) de Paul Weiland
- 2010 : Donne-moi ta main (Leap Yea) d'Anand Tucker

### comme réalisateur
- 1998 : Big Party (Can't Hardly Wait)
- 2001 : Josie et les Pussycats (Josie and the Pussycats)

### comme acteur
- 1998 : Big Party (Can't Hardly Wait) : Graduation Student (voix)
- 2001 : Josie et les Pussycats (Josie and the Pussycats) : Pilot